# Curierul 3
Curierul 3 este un film de acțiune francez din 2008, și cea de-a treia parte din franciza Curierul. Atât Jason Statham, cât și François Berléand și-au reluat rolurile, ca Frank Martin și Tarconi, respectiv. Acesta este primul film din serie regizat de Olivier Megaton. 

## Distribuție
- Jason Statham în rolul lui Frank Martin
- Natalya Rudakova în rolul Valentinei
- François Berléand în rolul lui Inspector Tarconi
- Robert Knepper în rolul lui Johnson
- Jeroen Krabbé în rolul lui Leonid Tomilenko
- Alex Kobold în rolul lui Leonid's Aide
- David Atrakchi în rolul lui Malcom Manville
- Yann Sundberg în rolul lui Flag
- Eriq Ebouaney în rolul lui Ice
- David Kammends în rolul lui Driver Market
- Silvo Silvac în rolul lui Mighty Joe
- Oscar Relier în rolul lui Thug / Driver
- Timo Dierkes în rolul lui Otto
- Igor Koumpan în rolul polițistului ucrainean
- Paul Barrett în rolul lui Captain
- Elef Zack în rolul lui Mate
- Katia Tchenko în rolul lui Leonid's Secretary
- Michel Neugarten în rolul lui Assassin Driver - Serghei
- Farid Elquardi în rolul lui Yuri
- Semmy Schilt în rolul lui The Giant

1. ↑   https://www.filmaffinity.com/en/film237312.html, accesat în 12 aprilie 2016 Lipsește sau este vid: |title= (ajutor)
2. ↑   http://www.moviejones.de/index.php?mjpage=30&fid=534, accesat în 12 aprilie 2016 Lipsește sau este vid: |title= (ajutor)
3. ↑   http://www.metacritic.com/movie/transporter-3, accesat în 12 aprilie 2016 Lipsește sau este vid: |title= (ajutor)
4. ↑   http://www.allocine.fr/film/fichefilm_gen_cfilm=133730.html, accesat în 12 aprilie 2016 Lipsește sau este vid: |title= (ajutor)
5. ↑   http://www.imdb.com/title/tt1129442/, accesat în 12 aprilie 2016 Lipsește sau este vid: |title= (ajutor)
6. ↑  Abécédaire passionné du cinéma en Auvergne[*], p. 142 Verificați valoarea |titlelink= (ajutor)
7. ↑   https://web.archive.org/web/20190503213233/https://www.europeanfilmacademy.org/2009.107.0.html, arhivat din original la |archive-url= necesită |archive-date= (ajutor), accesat în 3 ianuarie 2020 Lipsește sau este vid: |title= (ajutor)